# Sławomir Kulikowski
Sławomir Kulikowski (ur. 13 lutego 1982) – polski reżyser, scenarzysta i producent filmowy. Autor sztuk teatralnych oraz filmów offowych.
Jest absolwentem kulturoznawstwa w Wyższej Szkole Humanistyczno-Ekonomicznej w Łodzi oraz na Uniwersytecie Łódzkim. Działalność twórczą rozpoczął od teatru, reżyserując w 1999 roku swoją sztukę "Bilet". Założył studio KulixFilm.

## Teatr
- 1999: Bilet[4]

## Filmografia
Filmy fabularne pełnometrażowe
- 2004: W matni
- 2006: Olek[1]
- 2011: Leśne Doły[1]

Filmy fabularne krótkometrażowe
- 2000: Psychodrama[5]
- 2000: Ruina[5]
- 2001: Psychastenia[5]
- 2004: Robak śni pod kocem[2]

Film dokumentalny
- Europejczyk[5]

Magazyn filmowy
- Atelier

## Nagrody
- 2012: Leśne Doły – Festiwal Niezależnych Filmów Fantastycznych i Horrorów eFHa w Bielawie – III Nagroda[1]
- 2011: Leśne Doły – Festiwal Kina Niezależnego "OFF jak gorąco" w Łodzi – Grand Prix w kategorii film niezależny[1]
- 1999: Bilet – nagrody na festiwalach Łópta w Łodzi i Czwarta ściana w Turku[3]